# Quercus sadleriana
Quercus sadleriana är en bokväxtart som beskrevs av Robert Brown. Quercus sadleriana ingår i släktet ekar, och familjen bokväxter. Inga underarter finns listade i Catalogue of Life.

## Bildgalleri

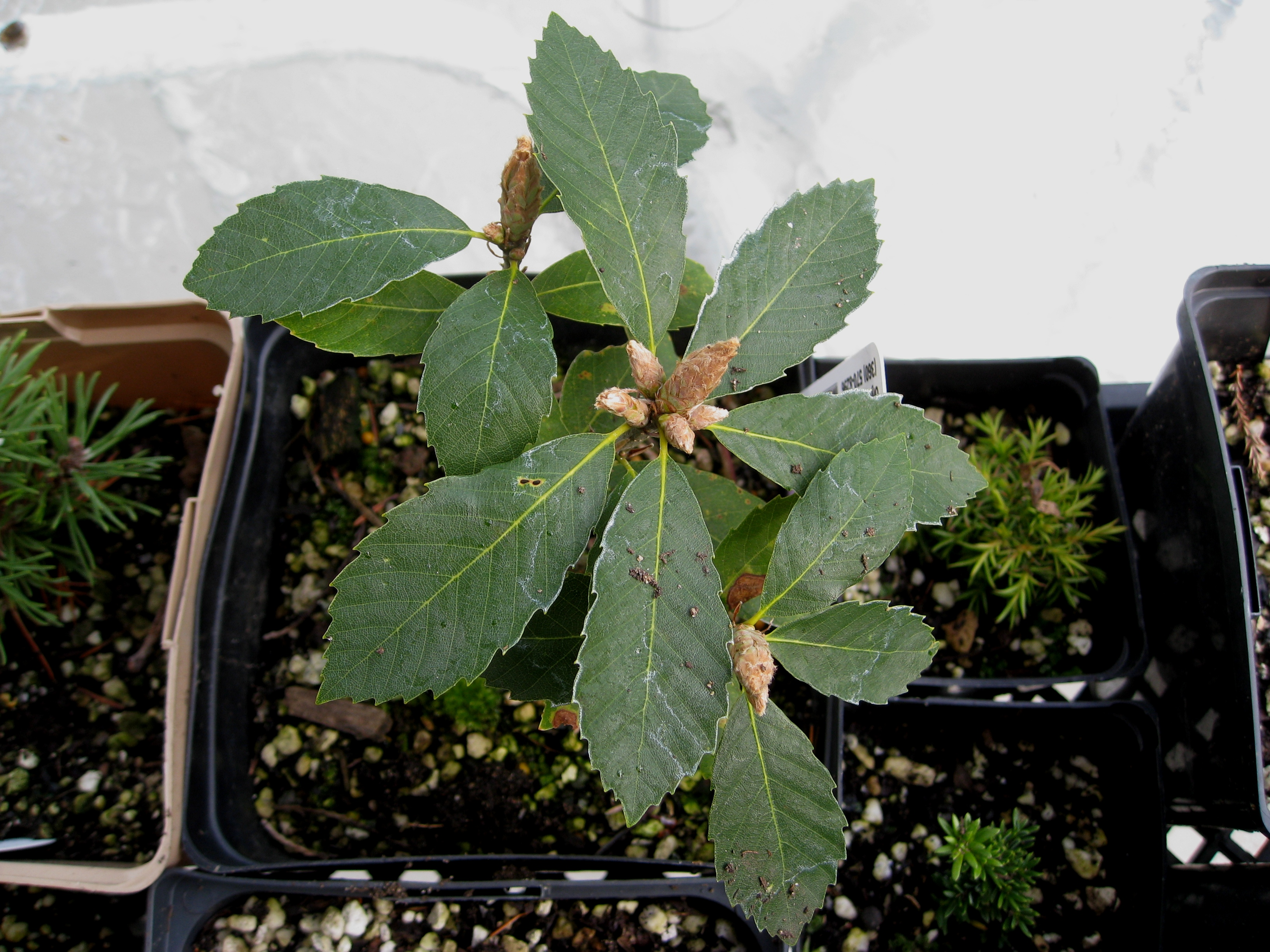
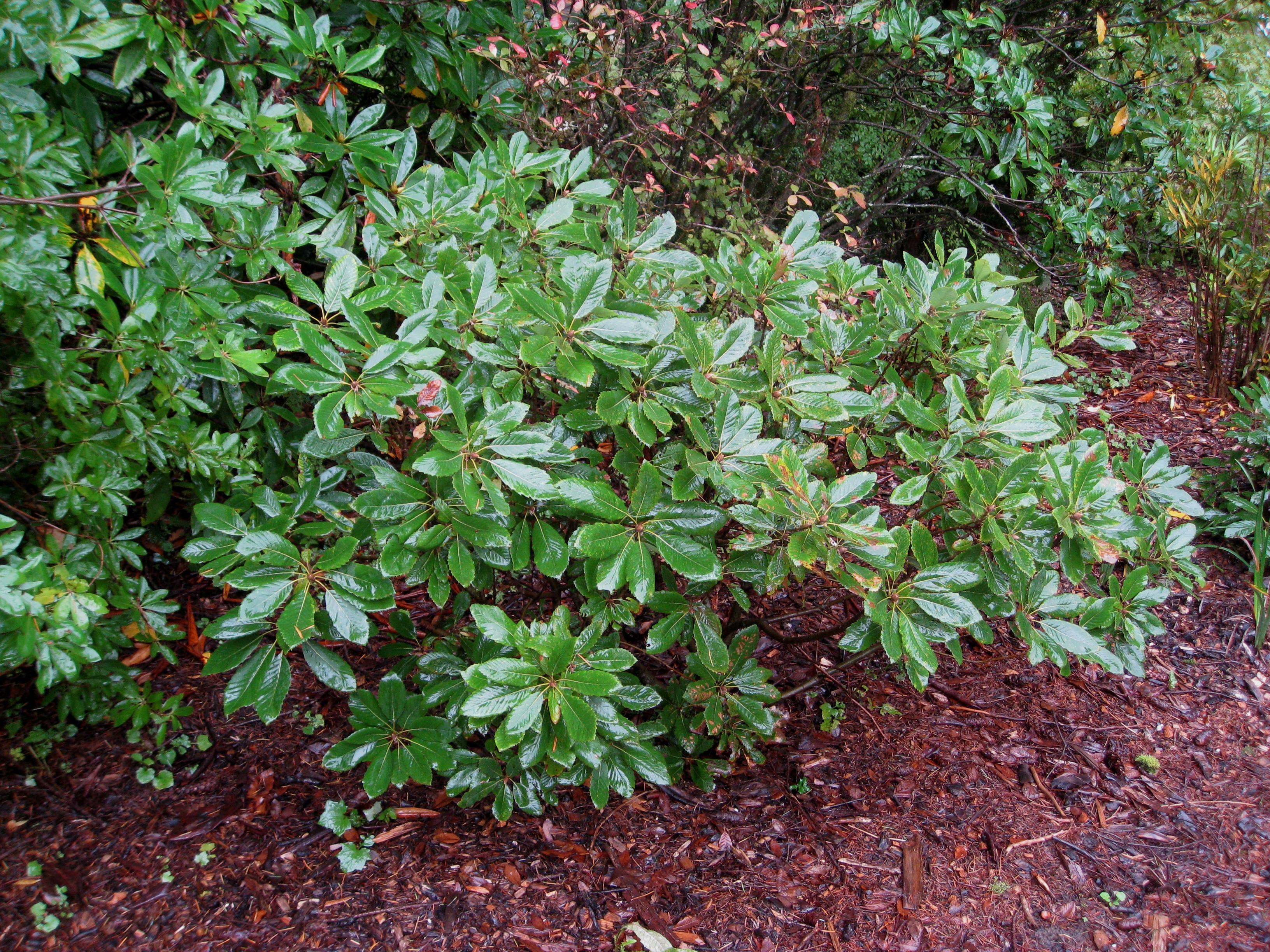